# 學會
學會是一個推廣一個學科、專業或數個相關學科（如藝術類）的組織。學會可能開放給所有人成為會員，要求會員具有特定的資格，或透過選舉授予榮譽的會員。

## 一些最古老的學會
- Académie des Jeux floraux（1323）[3]
- Sodalitas Litterarum Vistulana（1488）
- Accademia della Crusca（1583）[4]
- Accademia dei Lincei（1603）[5]
- Académie Française（1635）[6]
- Academy of Sciences Leopoldina（1652）[7]
- Royal Society of London（1660）
- Académie des sciences（1666）